# Sobolany
Sobolany (biał. Сабаляны; ros. Соболяны) – wieś na Białorusi, w obwodzie grodzieńskim, w rejonie grodzieńskim, w sielsowiecie Porzecze.

## Historia
Dawniej w województwie trockim Rzeczypospolitej Obojga Narodów. Pod zaborem rosyjskim siedziba gminy Sobolany w powiecie grodzieńskim obejmującej 41 miejscowości. W dwudziestoleciu międzywojennym wieś leżała w Polsce, w województwie białostockim, w powiecie grodzieńskim, w gminie Porzecze.
Według Powszechnego Spisu Ludności z 1921 roku zamieszkiwały tu 282 osoby, 225 było wyznania rzymskokatolickiego, 57 prawosławnego. Jednocześnie 226 mieszkańców zadeklarowało polską przynależność narodową, 56 białoruską. Było tu 47 budynków mieszkalnych.
Miejscowość należała do parafii rzymskokatolickiej w Porzeczu. Podlegała pod Sąd Grodzki w Druskiennikach i Okręgowy w Grodnie; właściwy urząd pocztowy mieścił się w Rybnicy.
Na północ od wsi znajdowała się leśniczówka Sobolany. Jeden budynek mieszkalny zamieszkiwało 5 osób.
W wyniku napaści ZSRR na Polskę we wrześniu 1939 miejscowość znalazła się pod okupacją sowiecką. 2 listopada została włączona do Białoruskiej SRR. 4 grudnia 1939 włączona do nowo utworzonego obwodu białostockiego. Od czerwca 1941 roku pod okupacją niemiecką. 22 lipca 1941 r. włączona w skład okręgu białostockiego III Rzeszy. W 1944 miejscowość została ponownie zajęta przez wojska sowieckie i włączona do obwodu grodzieńskiego Białoruskiej SRR.
Od 1991 w strukturach administracyjnych Białorusi.